# Expresso
Espresso – Express – Café court
Pour l'entreprise, voir Nespresso.
Pour les articles homonymes, voir Espresso.

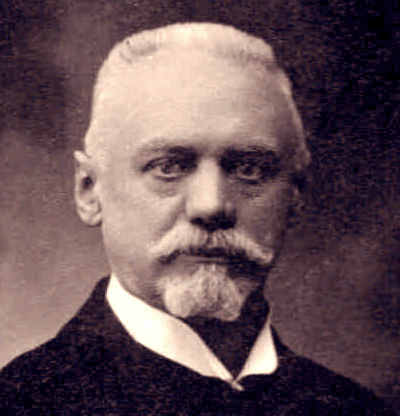
Angelo Moriondo

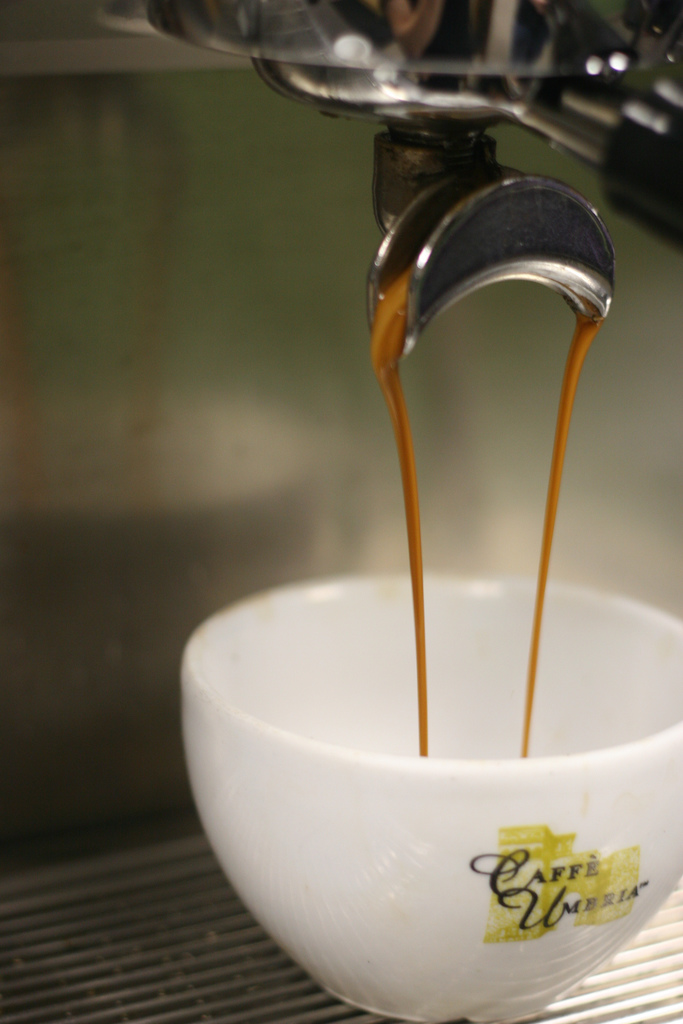
Préparation d'un café expresso

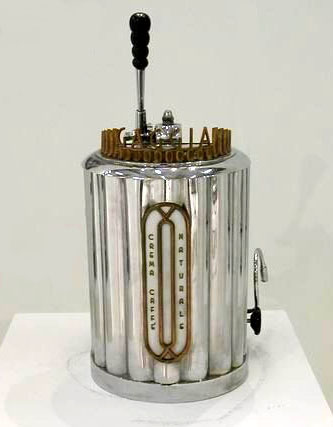
La Gaggia, modèle Classica (1948)

Un expresso,,, espresso (de l'italien espresso, extrait par pression ou très vite, express), express ou café court est un café très corsé avec un fort arôme, obtenu par percolation sous haute pression, c'est-à-dire en faisant passer rapidement de l'eau chaude sous une pression de 9 bars (pression d'extraction optimale indiquée sur les manomètres des machines expresso professionnelles) à travers du café torréfié et finement moulu. Cette opération se fait à l'aide d'une cafetière à expresso. Le spécialiste de la confection de l'expresso est le barista.

## Nom
En français le terme café express est utilisé depuis le XIXe siècle dans le sens de café fait à la vapeur.
Le terme expresso dérive de l'italien espresso et du verbe esprimere, dont il est le participe passé, signifiant extraire par pression. Le terme serait aussi inspiré d'un raccourci italien pour espressamente preparato per chi lo richiede (« préparé spécialement pour qui le demande »).

## Historique
La première machine expresso a été créée en 1822 par le français Louis Bernard Rabaut,, on parle alors de café express.
L'invention se développa ensuite en Italie, surtout à Turin partir du brevet de Angelo Moriondo (brevet n. 33/256 du  16 mai 1884). Cette invention est ensuite protégée par un brevet international enregistré à Paris le 23 octobre 1885.

## Description
L'expresso a un volume de 25-30 ml et est de couleur brun foncé et surmonté d'une mousse dorée surnageant appelée crème, composée d'huiles, de protéines et de sucres.
La crème permet de préserver les arômes et maintenir la température du café. La crème idéale a une couleur noisette avec des reflets de couleur brune halée. Elle doit être dense, uniforme et lisse et ne pas présenter des bulles à sa surface. Son épaisseur idéale est de 2 mm et elle ne doit pas disparaître lorsque le café est brassé.
Pour avoir droit au nom « expresso », la boisson chaude doit avoir été préparée avec au moins 7 g de café torréfié pour 25 ml de boisson (soit un ratio de 1/4). Les réseaux sociaux, notamment YouTube, propagent une mode redéfinissant l'expresso comme un café de ratio 1/2, qui correspond traditionnellement au café serré.
Le café expresso diffère du café habituellement préparé par filtration ou par simple percolation (comme dans les cafetières moka) par sa consistance épaisse et son fort arôme.
À cause de son goût très fort, l'expresso servi sans sucre et sans lait est considéré par certains comme ayant un goût exquis : il est généralement servi en petite quantité dans de petites tasses.
En règle générale, un expresso, simple ou double, doit être accompagné d'un petit verre d'eau fraîche afin de s'éclaircir le palais avant ou après la dégustation.

## Istituto Nazionale espresso Italiano
Depuis 1998, l'institut national de l'expresso italien s'est engagé à défendre la qualité de l'expresso par une certification reconnue CSQA (certificat de conformité no 214 du 25 septembre 1999, DTP 008 ed. 1) qui prévoit exclusivement l'utilisation de mélanges certifiés, de machines et de professionnels qualifiés.
L'expresso certifié est une tasse de café contenant 25 millilitres de café avec sur le dessus une crème consistante et de fine tessiture, de couleur noisette à brun foncé. La saveur doit être intense et riche avec des notes de fleurs, fruits, chocolat et de pain grillé. En bouche, le café doit être corsé et velouté, légèrement amer et jamais astringent.

## Foires
Depuis 2004, à Trieste, se déroule bisannuellement la  Triestespresso Expo, un grand salon international consacré à la filière de l’industrie de l'expresso.

## Préparations

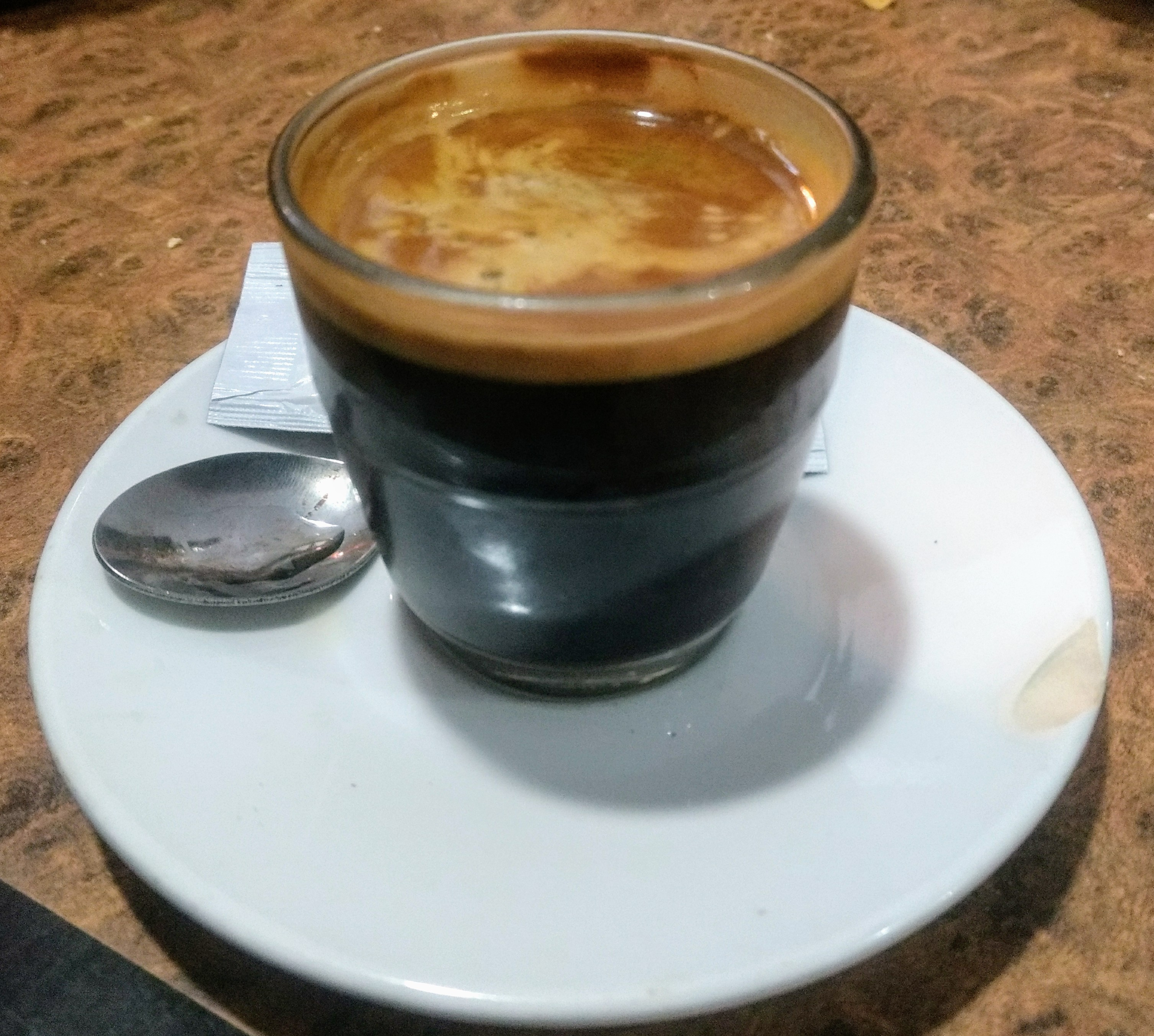
café allongé

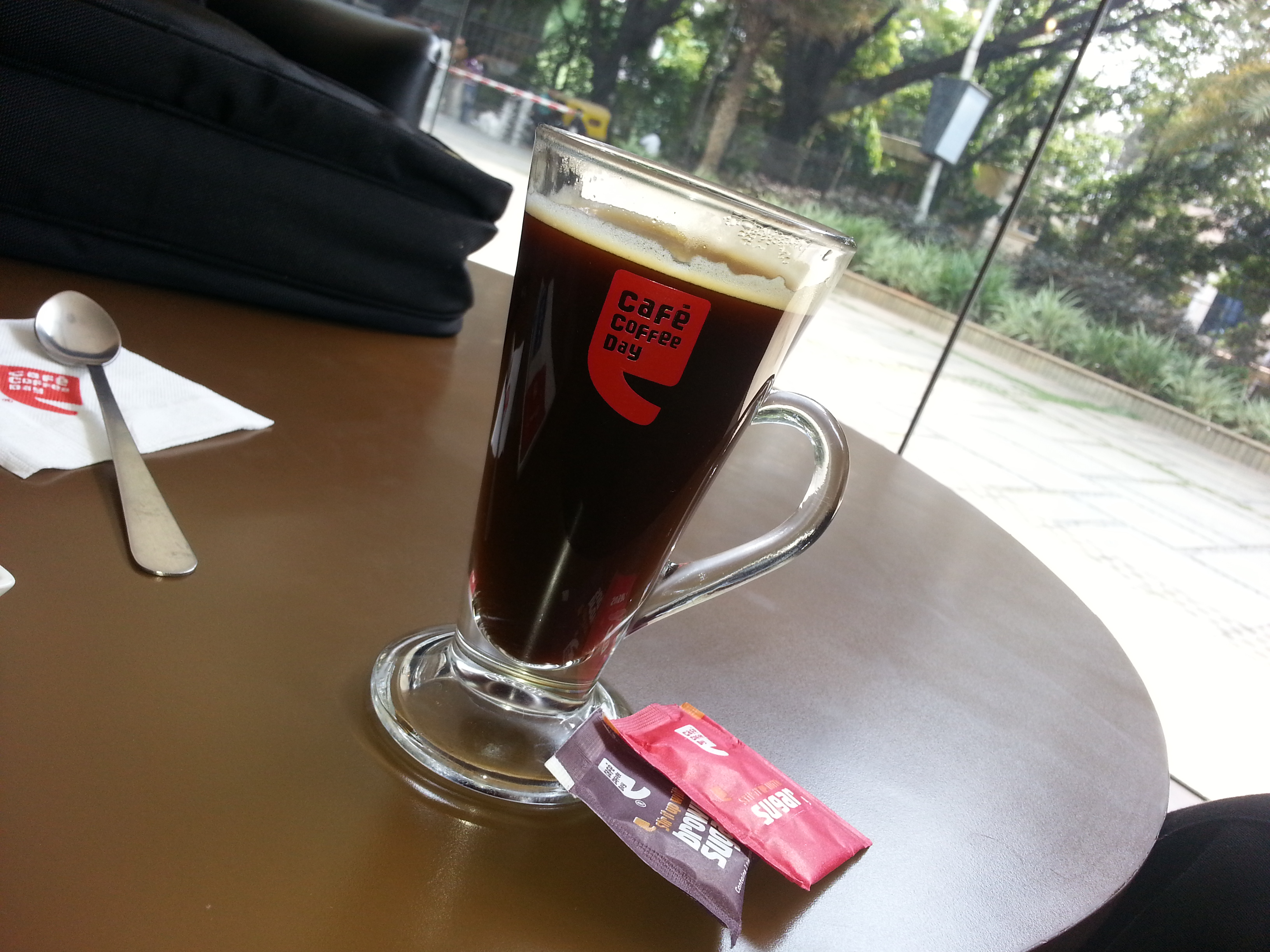
Café americain

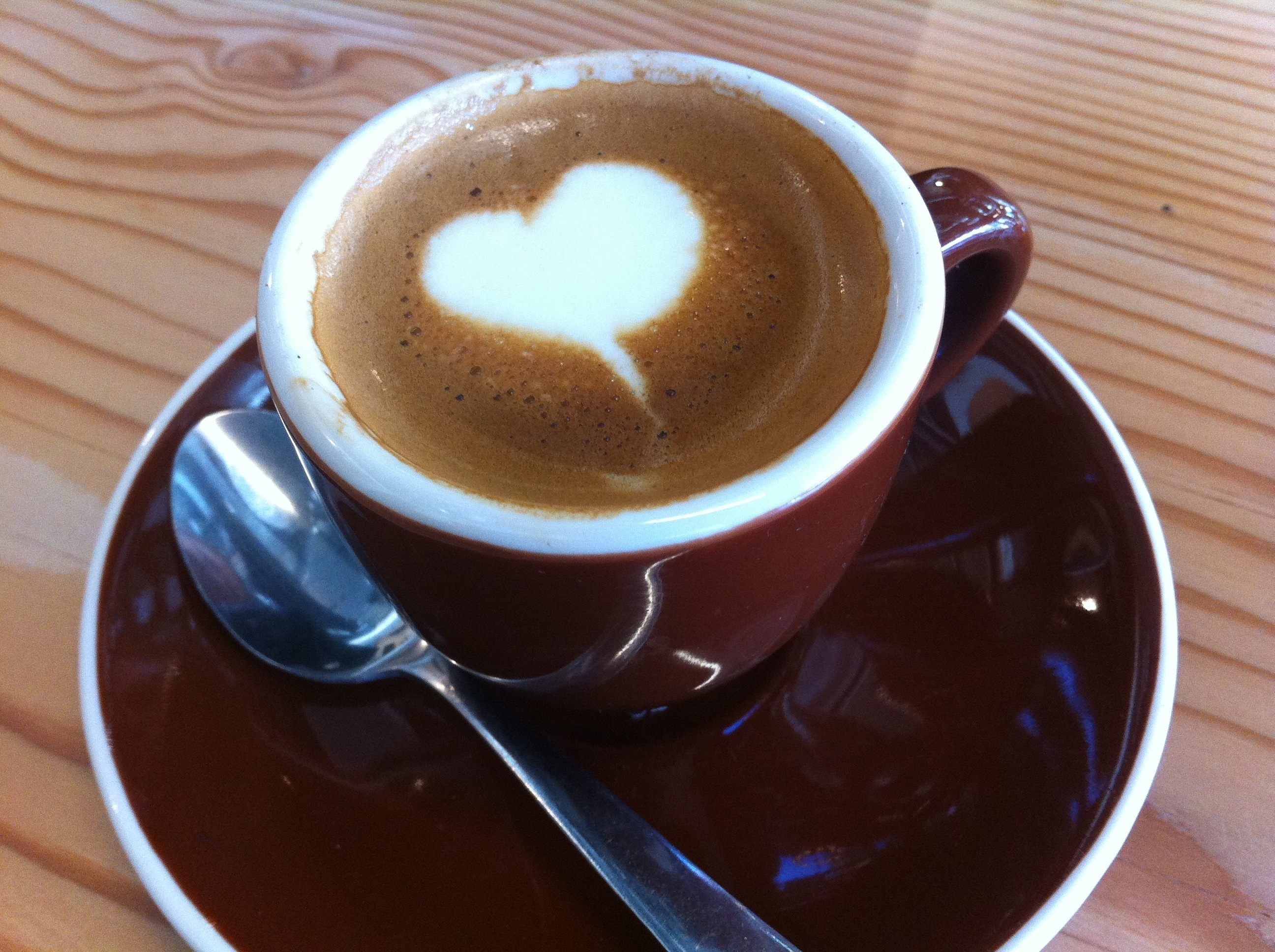
café noisette

L'expresso est à la base de nombreuses préparations dont les suivantes:
- Café serré: café préparé normalement avec une mouture plus fine que l'expresso, pour une même durée d'extraction du café (25 secondes), et non en adoptant un écoulement moins long. Le volume de la boisson est de 15-25 ml[14].
- Café allongé: café que l’on obtient en laissant couler plus d’eau que pour un expresso, la quantité de boisson est de 50-70 ml[15].
- Café américain: expresso complété par de l'eau chaude, le plus souvent dans un rapport d'environ 1:5. Ce café est servi dans un grand verre ou une tasse à cappuccino de 150-180 ml.
- Long black: expresso ajouté à de l’eau chaude (contrairement à l’americain), pour préserver la crème.
- Café goutte: avec un peu de liqueur, de l'eau-de-vie par défaut, mais le barista vous demandera peut-être quel alcool vous préférez (cognac, calva...).
- Café noisette: avec un peu de mousse de lait.
  - Café noisette foid: avec un peu de lait froid.
- Café crème: avec de la crème fouettée sur le dessus.
- café Hag: expresso décaféiné (nom dérivé du premier dépositaire du procédé décaféiné Kaffee HAG (Kaffee-Handels-AG), originaire de Brême).
- Café double: noir, fort et allongé.
- Café au lait: Il se prépare typiquement avec un expresso, auquel on ajoutera du lait entier monté en mousse avec une buse vapeur par le barista qui le réalise.
- Café renversé: café servi avec plus de lait que de café, ou du moins plus clair qu'un café noisette suivant les régions.
- Café viennois: composé d'un simple ou double expresso, surmonté de lait battu avec de la crème fouettée, puis parsemé de chocolat en poudre.
- Café liegois: expresso froid, crème glacée au café et à la vanille, et crème chantilly.
- Cappuccino: expresso dans une grande tasse coiffé d'une mousse de lait montée à la vapeur et saupoudré de cacao.

## Honneur
L'astéroïde (335500) Espresso est nommé en son honneur.